# Название Шотландии

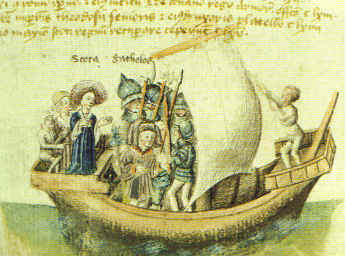
Основатели Шотландии — Скота (слева) и Гойдел Глас, плывущие из Египта. Рисунок из манускрипта XV века Scotichronicon Уолтера Боэра.

Шотландия (англ. и скотс Scotland, гэльск.  Alba) — страна, являющаяся автономной административно-политической частью Великобритании. Название Шотландии происходит от слова «скотты» (лат. Scoti) — термин, применённый к гэлам, субэтнической группе племён, проживавшей на северо-западе Шотландии и Гебридских островах. В V—VI веках кельтское племя скотты переселилось из Ирландии на север острова Великобритания. К середине IX века они подчинили себе жившие там народы, после чего занятая ими территория получила название «Скотленд» (англ. Scotland) — «страна (земля) скоттов». В России это название традиционно употребляется в форме «Шотландия». Происхождение слова Scoti (или Scotti) точно не установлено.
Слово «шотландцы» (лат. Scoti) встречается уже в латинских текстах IV века, описывающих племя, которое отплыло из Ирландии, чтобы напасть на Римскую Британию. Неизвестно, именовали ли себя шотландцами какие-либо гэльские племена, за исключением упомянутых в римских источниках. Британский историк Чарльз Оман выводит этноним «шотландцы» из слова Scuit, предполагая, что Scuit не были гэлами, но были в числе племён, которые поселились в части Ольстера, впоследствии ставшей королевством Дал Риада, но слово «Scuit» существует только в древнеирландском языке и означает «шутовство/смех». Исследователь XIX века Онгас Макконич из Глазго предположил, что слово Scoti было получено из гэльского этнонима Sgaothaich (от sgaoth — «стая, рой», плюс суффикс -ach, множ. -aich). Однако это предположение на сегодняшний день не подтверждено топонимическими исследованиями.
Позднелатинское слово Scotia («земля шотландцев»), первоначально использовавшееся для обозначения Ирландии, к XI веку использовалось для обозначения территории (гэльскоязычной) Шотландии к северу от реки Форт. Некоторые из самых ранних сохранившихся документов, упоминающих слово «Шотландия» (Scotland), включают версии «Англосаксонской хроники» XI века из Абингдона, Вустера и Лауда, в которых говорится, что до битвы при Стамфорд-Бридже 1066 года граф Тостиг искал защиты у Малькольма III, короля Шотландии. Наряду с названием «Шотландия» для именования территории использовалось слово «Албания» (Albania), от гэльского Алба. Использование названия «Шотландия» для обозначения всего того, что сейчас именуется Шотландией, стало распространённым только в позднем средневековье.
В современном политическом контексте слово «шотландец» (англ. Scot) употребляется применительно ко всем жителям Шотландии, независимо от их этнической принадлежности. Однако исследование 2006 года, опубликованное Эдинбургским университетом, показывает, что в шотландском обществе продолжают различать тех, кто считает себя шотландцами по этническому признаку, и тех, кто претендует на роль шотландцев на основании гражданства. Самоназвание Scots также используется для обозначения германского шотландcкого языка, которым значительная часть населения Шотландии владеет в большей или меньшей степени.
Современное кельтское (гэльское) название Шотландии — «Алба» (Alba)— происходит от того же кельтского корня, что и название «Альбион», которое обозначает весь остров Великобритания, но в настоящее время, как правило, используется лишь в отношении Англии — южного соседа Шотландии. Этот слово, возможно, происходит от раннего индоевропейского слова, означающего «белый», благодаря белым скалам Дувра, по иронии судьбы расположенного в самой удалённой от Шотландии части Англии. Согласно другой версии, слово «Алба» происходит из того же корня, что и «Альпы», возможно, обозначающего «горы».
В древнелатинском языке для названия Шотландии использовалось также слово «Каледония», происходящее от названия аборигенного шотландского племени каледонцы. Неизвестно, каким было самоназвание каледонцев; есть предположение, что оно было основано на бритонском слове, обозначающем «жёсткий» (в современном валлийском — caled).